# Ливье Марсальский

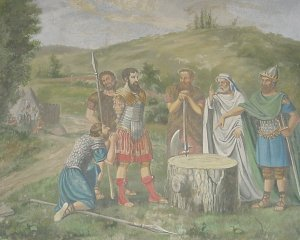
Кончина святого Ливье.

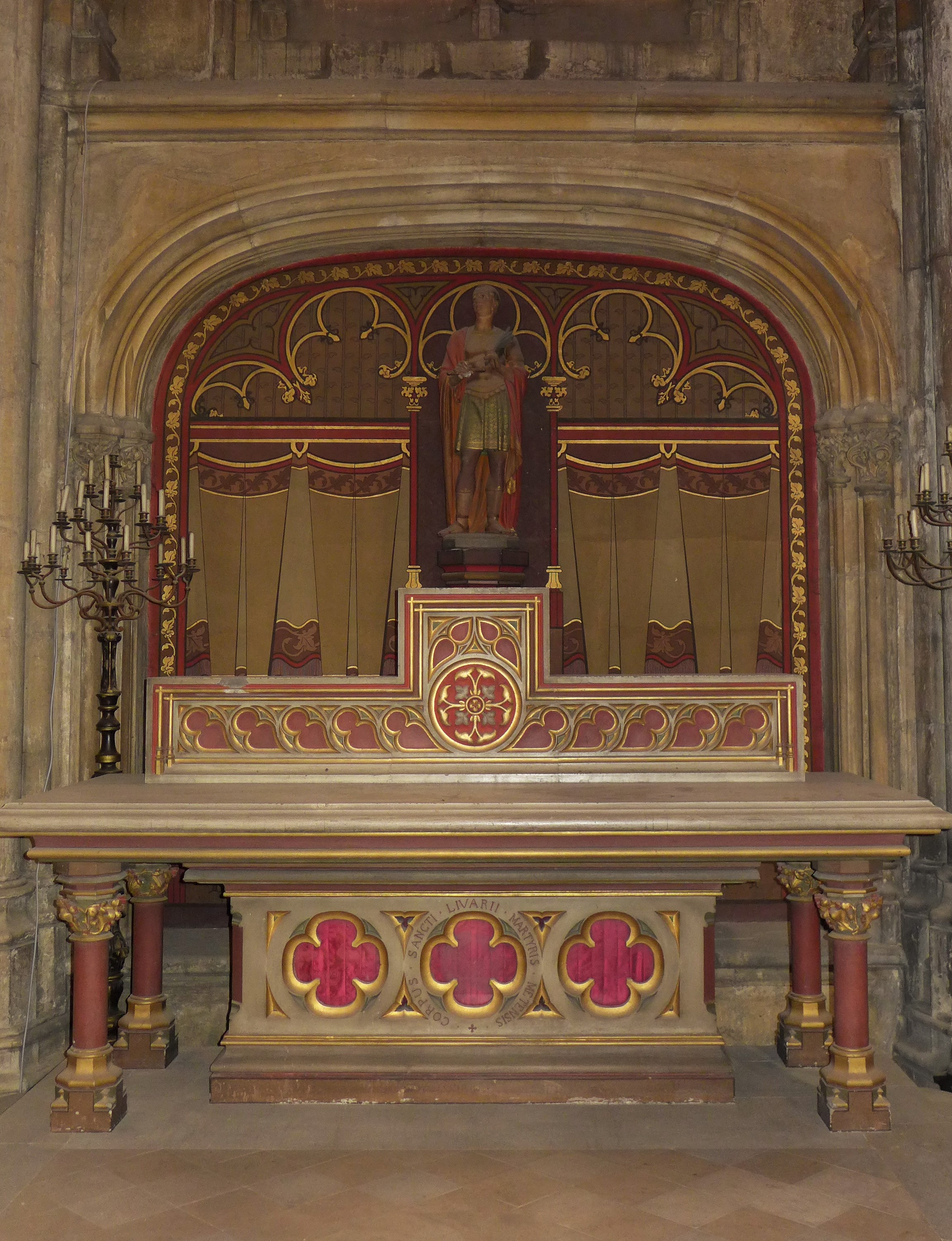
Алтарь в часовне святого Ливье с мощами святого, Мецский собор.

Ливье (V век) — святой мученик Марсальский. День памяти — 17 июля.
Ливье , или Ливарий (Livier, Livaire) родился неподалёку от Меца в благородной мессинской семье. Его отец, Хонстранд (Honstrand), был сеньором Мессинского края. Его мать, Гвиинарда де Гурне (Guinarde de Gournay) происходила из одной из старейших семей Меца. Своей жизни святой Ливье явил яркие доказательства своей веры и христианских добродетелей.
Когда ему было семнадцать лет, молодой Ливье сопровождал своего отца, чтобы сразиться с варварами в Ломбардии. Во время боя, он захватил двух вражеских лидеров, но проявив милосердие, после боя даровал им свободу.
Затем он совершил паломничество в Иерусалим. Предание гласит, что он женился на одной из дочерей царя Армении, от  которой у него было двое детей.
Узнав, что войска Аттилы направились на запад, святой Ливье вернулся на родину. Там он узнал, что его родители умерли. Тогда около 450 года он встал во главе армии Мессины, когда войска Аттилы переправились через Рейн. Эти войска сначала попробовали обосноваться в городе Мец, а затем они отправились в города Туль, Дьёз и Скарпоне.
Когда гунны вновь напали на Мец, святой Ливье доблестно сражался за защиту своей родины и веры. Он предпринял последний выход из города с горсткой воинов и смог убить одного из главных врагов.
Но защитников города было куда меньше, чем их противников, и город Мец был в значительной степени разрушен: сохранилась только часовня Святого Стефана, вошедшая впоследствии в Мецский собор. Ливье был захвачен в плен на поле боя 7 апреля 451 года и увезен врагами в Марсаль, где в О-де-Сан-Жан (Haut-de-Saint-Jean) находился их лагерь.
Храбрый воин, он не боялся молить варваров о милости к пленным и о свободе сиротам. Однажды он даже угрожал предводителю варваров побоями, если тот не сразу отдаст дочь своей матери. Предводитель, однако, не оценил этот смелый шаг и приказал обезглавить доблестного защитника Мессины.
После нескольких месяцев жестокого обращения, в седьмую из календаря декабря (24 декабря), он был доставлен в оковах на самую вершину горы Сан-Жан перед Марсалем, где его глава была усечена топором. Он был убит вместе со своими товарищами Пуржансом (Purgence) и Ажансом (Agence) за то, что он не хотел отречься от Христа, их память совершается 25 ноября и 17 июля. (48°47′41″ с. ш. 6°34′43″ в. д.)
Согласно преданию, честная глава святого покатилась по земле после смертельного удара, он взял её и сделал несколько шагов, удерживая ее в руках. Затем он вонзил свой посох в землю, и тот стал дубом святого Ливье, который возвышался на том же месте долгие годы, покуда не был бы сожжен молнией. В том месте, где он положил голову, изошёл источник, который никогда не переставал течь. Гунны, впечатленные этим чудом, немедленно рассеялись и покинули свой лагерь на склоне горы Сан Жан.
Жители долины Сеи пришли похоронить мученика. В самом месте была возведена гробница, и в неё положили останки святого. Говорят, что на этом месте по молитвам произошло множество чудес, и это место быстро стало предметом многолюдного паломничества.